# NGC 6709
NGC 6709是赤道星座天鷹座中，位於恆星天市左垣六（也稱為「吳越」，天鷹座ζ）西南約5°處的一個疏散星團。它位於銀河系的中心方向距離地球3,510光年。
該星團的川普勒分類為IV 2 m，被認為是中等豐富擁有305顆恆星成員。它的年齡大約是1億4100萬年；與昴宿星團差不多。NGC 6709的核半徑為2.2 ly（0.68 pc），潮汐半徑為26.4 ly（8.08 pc）。它包含兩顆Be星，且其中一顆是殼層星。有一顆成員是紅巨星的候選者。
1984年11月13日傍晚，大衛·李維（英語：David H. Levy）在距離這個星團不到一度之處發現了他的第一顆彗星。

## 圖集

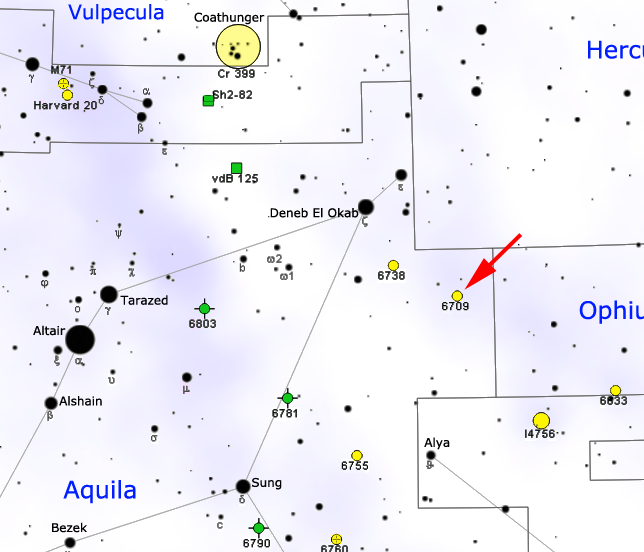
標示NGC 6709位置的星圖。

## 外部連結
- 维基共享资源上的相關多媒體資源：NGC 6709
- NGC 6709 on WikiSky: DSS2, SDSS, GALEX, IRAS, Hydrogen α, X-Ray, Astrophoto, Sky Map, Articles and images
- webda （页面存档备份，存于）